# Le boucher
Le boucher é um filme de drama francês de 1970 dirigido por Claude Chabrol e estrelado por Stéphane Audran e Jean Yanne.

## Elenco principal
- Stéphane Audran - Helene
- Jean Yanne - Popaul
- Antonio Passalia - Angelo
- Pascal Ferone - pe. Cahrpy
- Mario Beccara - Leon Hamel
- William Guérault - Charles
- Roger Rudel - Inspetor Grumbach